# Ardumanish

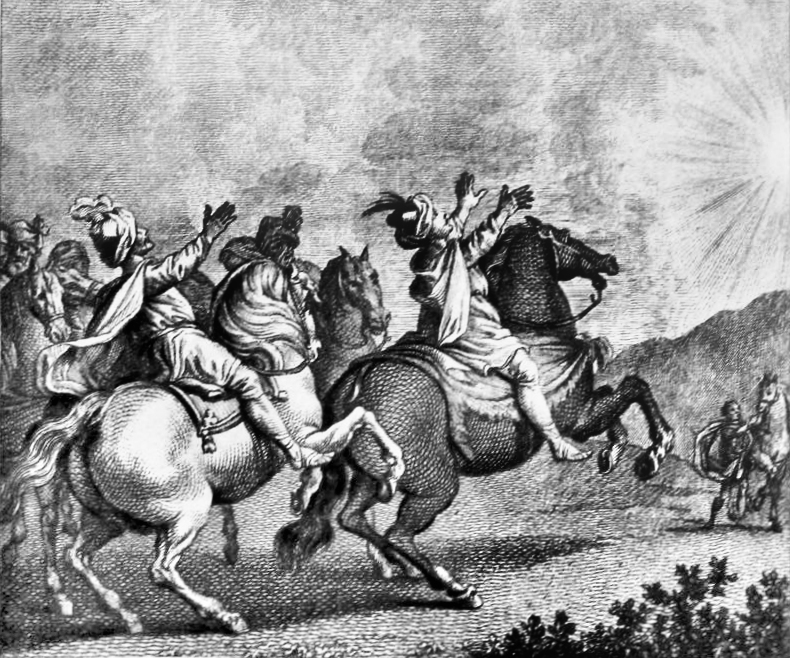
Darío y otros cinco conspiradores se encuentran con el sol

Ardumanish (persa antiguo) (elamita Hardumanus), hijo de Vakauka (Oco), era un noble persa que acompañó al rey Darío I en contra del usurpador Gaumata. Personaje oscuro, es únicamente mencionado en la Inscripción de Behistún erigida por Darío, donde forma parte de la lista de los siete nobles persas que participaron, junto con Darío I, en el asesinato del falso Esmerdis (o Bardia).

## Biografía
En su autobiografía, Darío se dirige a los futuros gobernantes: "Tú, que serás rey en el futuro, cuida de las familias de estas personas". Sin embargo, las fuentes históricas no mencionan explícitamente a los descendientes de Ardumaniš.
Heródoto en su obra, al describir estos acontecimientos, se refiere al nombre de Aspatines, lo que llama la atención, en particular, M.A. Dandamaev y V.P. Orlov. Es posible que se trate de la misma persona: así, según los eruditos británicos, los autores de Cambridge Ancient History, sólo el nombre Ardumanish fue transmitido incorrectamente por el "padre de la historia" - debido a la dificultad de pronunciarlo. Sin embargo, el nombre de Aspatin como persona cercana al rey también se menciona en otras inscripciones creadas en tiempos de Darío, por lo que Heródoto pudo haber cometido un error. Struve V.V. señaló en esta ocasión que "debido a la fama del noble" Aspatinus, esta sustitución se produjo en la tradición histórica del siglo V a. C.

## Literatura
Fuentes primarias
- Heródoto. Historia (III.70,78)
- Ctesias. Persica (14)

Enlaces
- P. Lecoq. ARDUMANIŠ // Encyclopædia Iranica, Vol. II, Fasc. 4, pp. 388—389, 1986.

Investigación
- Dandamaev M. A. Historia política del poder aqueménida. - М., 1985. P. 77.
- Struve V.V. Datación de la inscripción de Behistun // El Heraldo de Historia Antigua, 1952, No 1. P. 35.
- Orlov V. P. Seis nobles persas y sus descendientes bajo Darío I: La posición de la aristocracia persa en el Imperio aqueménida // Notas científicas de la Universidad de Kazán. Serie de humanidades. - 2016. Т. 158, libro 3. P. 776.
- Olmsted A. Historia del Imperio Persa. - М., 2012. - ISBN 978-5-9524-4993-0.
- Boardman J., Hammond N., Lewis D., Ostwald M. The Cambridge Ancient Hystory. IV. Persia, Greece and The Western Mediterranean c. 525 to 479 B.C. — Cambridge, 1988. P. 54.